# Rynchobanchus nigriventris
Rynchobanchus nigriventris är en stekelart som beskrevs av Meyer 1927. Rynchobanchus nigriventris ingår i släktet Rynchobanchus och familjen brokparasitsteklar. Inga underarter finns listade i Catalogue of Life.